# Top of the World Tour
Die Top of the World Tour war eine Konzerttournee des US-amerikanischen Country-Music-Trios Dixie Chicks nach der Veröffentlichung ihres Albums Home vom 27. August 2002. Der Name leitet sich von einem Song des Albums ab. Sie fand vom 1. Mai bis zum 12. Oktober 2003 statt und führte die Band auf drei Kontinente. Insgesamt spielten die Dixie-Chicks 81 Konzerte.

## Ablauf
Die Tour begann mit drei Promotionskonzerten in Europa und Australien. Während des ersten Konzerts am 10. März 2003 im Shepherds Bush Empire in London äußerte Natalie Maines kontroverse Bemerkungen, die Präsident George W. Bush einige Tage vor dem Beginn des Irak-Krieges kritisierten:

“Just so you know, we’re on the good side with y’all. We do not want this war, this violence, and we’re ashamed that the President of the United States is from Texas.”

„Nur damit ihr es wisst, wir sind auf eurer Seite. Wir wollen diesen Krieg nicht, diese Gewalt, und wir schämen uns, dass der Präsident der Vereinigten Staaten aus Texas ist.“

Der Hintergrund für dieses Statement waren die starken Protest in Großbritannien gegen den anhängigen Krieg.
Der erste Abschnitt der Tour fand von Anfang Mai bis Mitte August in Nordamerika statt. Die Bush-Kontroverse und ein Kommentar gegen einen Toby-Keith-Song führte dazu, dass der Staat South Carolina die Band nicht auftreten lassen wollte. Natalie Maines stellte fest: „These fans paid their hard earned money to see us play, and we will give them the show they paid to see!“ (Deutsch: Diese Fans haben ihr hart verdientes Geld bezahlt, um uns zu sehen und wir werden ihnen die Show bieten, für die sie bezahlt haben!) Das Konzert fand statt. Der zweite Teil der Tour fand im September in Europa statt, gefolgt von einem kurzen dritten Teil in Australien, der Anfang Oktober endete. Zurück in den USA schlossen zwei Konzerte die Tour ab.
Die während der Tour erzielten Bruttoeinnahmen beliefen sich auf 60,5 Millionen US-Dollar und machte die Tour zu einer der umsatzstärksten Country-Music-Touren. Sie war auch die acht-erfolgreichste Tour aller Genres des Jahres 2003.
Ein Livealbum und eine DVD mit dem Titel Top of the World Tour: Live dokumentierte die Tournee – beide sind zusammengestellt aus Auftritten mehrerer Shows. Szenen der Tour aus dem Umkleideraum und auf der Bühne sowie auch die Auswirkungen von Maines umstrittenem Statement auf das Projekt wurden in die Dokumentation des Jahres 2006 Dixie Chicks: Shut Up and Sing aufgenommen.

## Die Show
Die vielstufige Rundum-Bühne war komplett ausgestattet mit schwenkbaren hydraulischen Hebe-Ebenen, sich windenden Laufstegen und Laufwege, die sich über den Köpfen der Zuhörer erstreckten. Sie wog über 80.000 Pfund und nahm den Großteil des Arenenbodens ein. Eine Mannschaft von 120 Leuten reiste in 13 Bussen und 17 Lastwagen mit. Mit reiste eine Touring-Video-Show mit 1,5 Millionen LED-Leuchten, die Bilder auf Video-Bildschirme und auf den Boden der Bühne warfen. Während der Show kamen künstliche Blumen, Gras, Bäume und eine Windmühle unter der Bühne heraus. Für jede Show benötigte man 2000 Ampere Strom und 240 Pfund CO2, um die Spezialeffekte durchzuführen.
Aufgezeichnete Musik vor der eigentlichen Show umfasste unter anderem (What's So Funny 'Bout) Peace, Love and Understanding?, Band on the Run, Thank You (Falettinme Be Mice Elf Agin) und Born in the U.S.A..

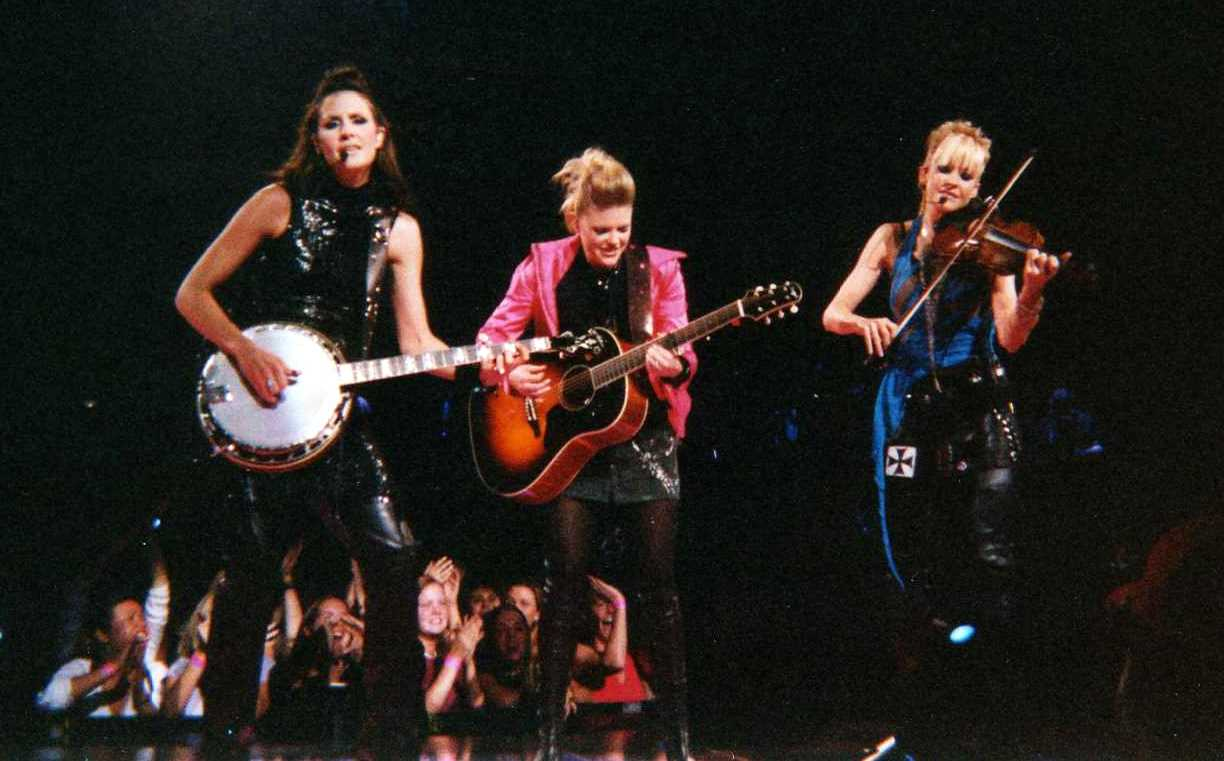
Dixie Chicks im Madison Square Garden am 20. Juni 2003

Während der Show verwendeten die drei Sängerinnen Headsets und waren häufig weit voneinander entfernt. Nichtsdestotrotz waren einige Ansagen munteres Geplauder der drei Musikerinnen. Martie Maguire gestand einmal, dass ihre ungewöhnliche Kleidungszusammenstellung sie wie eine Crack Whore Barbie aussehen lasse.
Neben ihren eigenen Songs wurde eine lange Coverversion von Bob Dylans Mississippi ins Repertoire der Band aufgenommen.

## Vorbands
- Joan Osborne (Nordamerika, Frühling 2003)[4]
- Michelle Branch (Nordamerika, Sommer 2003)[5]
- Jann Arden (Kanada, August 2003)
- The Thorns (Europa, Australien)[6]

## Setlist

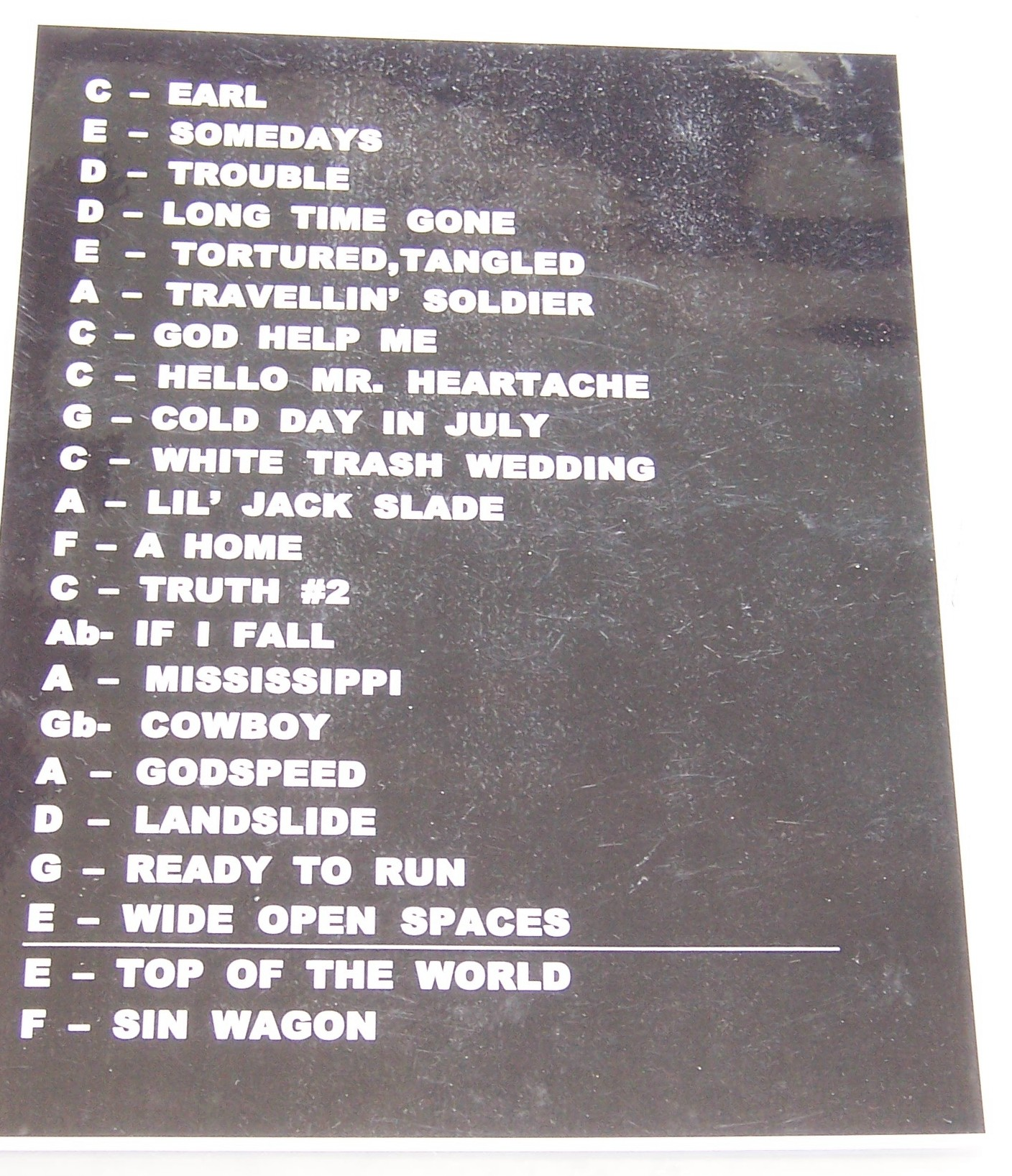
Setlist vom Konzert am 20. Juni im Madison Square Garden.

Die folgenden Songs wurden während des Konzerts im Madison Square Garden in New York City aufgeführt. Die Lieder wechselten während der Tour, daher enthält die Liste nicht alle Songs der Tournee.
1. Goodbye Earl
2. Some Days You Gotta Dance
3. There's Your Trouble
4. Long Time Gone
5. Tortured, Tangled Hearts
6. Travelin' Soldier
7. Am I The Only One (Who's Ever Felt This Way)
8. Hello Mr. Heartache
9. Cold Day in July
10. White Trash Wedding
11. Lil' Jack Slade
12. A Home
13. Truth No. 2
14. If I Fall You're Going Down with Me
15. Mississippi (Bob-Dylan-Cover)
16. Cowboy Take Me Away
17. Godspeed (Sweet Dreams)
18. Landslide
19. Ready To Run
20. Wide Open Spaces

Zugaben:
1. Top of the World
2. Sin Wagon

## Tour-Daten
| Datum              | Stadt             | Land               | Örtlichkeit                               |               |               |
| North America      | North America     | North America      | North America                             | North America | North America |
| ------------------ | ----------------- | ------------------ | ----------------------------------------- | ------------- | ------------- |
| 1. Mai 2003        | Greenville        | United States      | BI-LO Center                              |               |               |
| 3. Mai 2003        | Orlando           | United States      | TD Waterhouse Centre                      |               |               |
| 4. Mai 2003        | Sunrise           | United States      | Office Depot Center                       |               |               |
| 5. Mai 2003        | Tampa             | United States      | St. Pete Times Forum                      |               |               |
| 7. Mai 2003        | Knoxville         | United States      | Thompson–Boling Arena                     |               |               |
| 8. Mai 2003        | Indianapolis      | United States      | Conseco Fieldhouse                        |               |               |
| 10. Mai 2003       | Kansas City       | United States      | Kemper Arena                              |               |               |
| 11. Mai 2003       | St. Louis         | United States      | Savvis Center                             |               |               |
| 13. Mai 2003       | Ames              | United States      | Hilton Coliseum                           |               |               |
| 14. Mai 2003       | Moline            | United States      | MARK of the Quad Cities                   |               |               |
| 16. Mai 2003       | Birmingham        | United States      | BJCC Arena                                |               |               |
| 17. Mai 2003       | Greensboro        | United States      | Greensboro Coliseum                       |               |               |
| 18. Mai 2003       | Louisville        | United States      | Freedom Hall                              |               |               |
| 20. Mai 2003       | Oklahoma City     | United States      | Ford Center                               |               |               |
| 21. Mai 2003       | Austin            | United States      | Frank Erwin Center                        |               |               |
| 29. Mai 2003       | Chicago           | United States      | United Center                             |               |               |
| 30. Mai 2003       | Chicago           | United States      | United Center                             |               |               |
| 2. Juni 2003       | Auburn Hills      | United States      | The Palace of Auburn Hills                |               |               |
| 3. Juni 2003       | Auburn Hills      | United States      | The Palace of Auburn Hills                |               |               |
| 5. Juni 2003       | Milwaukee         | United States      | Bradley Center                            |               |               |
| 6. Juni 2003       | Saint Paul        | United States      | Xcel Energy Center                        |               |               |
| 7. Juni 2003       | Saint Paul        | United States      | Xcel Energy Center                        |               |               |
| 9. Juni 2003       | Cincinnati        | United States      | U.S. Bank Arena                           |               |               |
| 10. Juni 2003      | Columbus          | United States      | Nationwide Arena                          |               |               |
| 11. Juni 2003      | Cleveland         | United States      | Gund Arena                                |               |               |
| 13. Juni 2003      | Buffalo           | United States      | HSBC Arena                                |               |               |
| 14. Juni 2003      | Pittsburgh        | United States      | Mellon Arena                              |               |               |
| 16. Juni 2003      | Philadelphia      | United States      | First Union Center                        |               |               |
| 17. Juni 2003      | Philadelphia      | United States      | First Union Center                        |               |               |
| 19. Juni 2003      | Boston            | United States      | FleetCenter                               |               |               |
| 20. Juni 2003      | New York City     | United States      | Madison Square Garden                     |               |               |
| 21. Juni 2003      | New York City     | United States      | Madison Square Garden                     |               |               |
| 23. Juni 2003      | Hempstead         | United States      | Nassau Veterans Memorial Coliseum         |               |               |
| 25. Juni 2003      | Washington, D.C.  | United States      | MCI Center                                |               |               |
| 26. Juni 2003      | Washington, D.C.  | United States      | MCI Center                                |               |               |
| 27. Juni 2003      | Albany            | United States      | Pepsi Arena                               |               |               |
| 6. Juli 2003       | Dallas            | United States      | American Airlines Center                  |               |               |
| 8. Juli 2003       | Denver            | United States      | Pepsi Center                              |               |               |
| 9. Juli 2003       | Salt Lake City    | United States      | Delta Center                              |               |               |
| 11. Juli 2003      | Vancouver         | Kanada             | General Motors Place                      |               |               |
| 12. Juli 2003      | Seattle           | Vereinigte Staaten | KeyArena                                  |               |               |
| 13. Juli 2003      | Portland          | Vereinigte Staaten | Rose Garden                               |               |               |
| 15. Juli 2003      | Oakland           | Vereinigte Staaten | The Arena in Oakland                      |               |               |
| 16. Juli 2003      | San José          | Vereinigte Staaten | HP Pavilion                               |               |               |
| 17. Juli 2003      | Sacramento        | Vereinigte Staaten | ARCO Arena                                |               |               |
| 19. Juli 2003      | Los Angeles       | Vereinigte Staaten | Staples Center                            |               |               |
| 20. Juli 2003      | Anaheim           | Vereinigte Staaten | Arrowhead Pond of Anaheim                 |               |               |
| 21. Juli 2003      | Anaheim           | Vereinigte Staaten | Arrowhead Pond of Anaheim                 |               |               |
| 23. Juli 2003      | San Diego         | Vereinigte Staaten | Cox Arena at Aztec Bowl                   |               |               |
| 25. Juli 2003      | Phoenix           | Vereinigte Staaten | America West Arena                        |               |               |
| 26. Juli 2003      | Las Vegas         | Vereinigte Staaten | MGM Grand Garden Arena                    |               |               |
| 27. Juli 2003      | Las Vegas         | Vereinigte Staaten | MGM Grand Garden Arena                    |               |               |
| 29. Juli 2003      | San Antonio       | Vereinigte Staaten | SBC Center                                |               |               |
| 30. Juli 2003      | Houston           | Vereinigte Staaten | Compaq Center                             |               |               |
| 1. August 2003     | North Little Rock | Vereinigte Staaten | Alltel Arena                              |               |               |
| 2. August 2003     | Memphis           | Vereinigte Staaten | Pyramid Arena                             |               |               |
| 3. August 2003     | Atlanta           | Vereinigte Staaten | Philips Arena                             |               |               |
| 4. August 2003     | Nashville         | Vereinigte Staaten | Gaylord Entertainment Center              |               |               |
| 6. August 2003     | Toronto           | Kanada             | Air Canada Centre                         |               |               |
| 7. August 2003     | Ottawa            | Kanada             | Corel Centre                              |               |               |
| 8. August 2003     | Hamilton          | Kanada             | Copps Coliseum                            |               |               |
| 12. August 2003    | Edmonton          | Kanada             | Skyreach Centre                           |               |               |
| 13. August 2003    | Calgary           | Kanada             | Pengrowth Saddledome                      |               |               |
| Europa             |                   |                    |                                           |               |               |
| 6. September 2003  | Stockholm         | Schweden           | Annexet                                   |               |               |
| 8. September 2003  | Hamburg           | Deutschland        | CCH Hall 1                                |               |               |
| 10. September 2003 | Birmingham        | England            | NEC Arena                                 |               |               |
| 11. September 2003 | Manchester        | England            | Carling Apollo Manchester                 |               |               |
| 14. September 2003 | London            | England            | Royal Albert Hall                         |               |               |
| 15. September 2003 | London            | England            | Royal Albert Hall                         |               |               |
| 18. September 2003 | Dublin            | Irland             | Point Theatre                             |               |               |
| 19. September 2003 | Glasgow           | Schottland         | Scottish Exhibition and Conference Centre |               |               |
| 21. September 2003 | München           | Deutschland        | Olympiahalle                              |               |               |
| 22. September 2003 | Frankfurt am Main | Deutschland        | Jahrhunderthalle                          |               |               |
| Australien         |                   |                    |                                           |               |               |
| 28. September 2003 | Melbourne         | Australien         | Rod Laver Arena                           |               |               |
| 29. September 2003 | Melbourne         | Australien         | Rod Laver Arena                           |               |               |
| 1. Oktober 2003    | Brisbane          | Australien         | Brisbane Entertainment Centre             |               |               |
| 2. Oktober 2003    | Brisbane          | Australien         | Brisbane Entertainment Centre             |               |               |
| 4. Oktober 2003    | Sydney            | Australien         | Sydney Super Dome                         |               |               |
| 5. Oktober 2003    | Sydney            | Australien         | Sydney Entertainment Centre               |               |               |
| Nordamerika        |                   |                    |                                           |               |               |
| 10. Oktober 2003   | Charlotte         | Vereinigte Staaten | Verizon Wireless Amphitheatre             |               |               |
| 12. Oktober 2003   | Washington, D.C.  | Vereinigte Staaten | MCI Center                                |               |               |

Festivals
Recording Artists Coalition Benefit
Absagen und umgeplante Shows
| 2. Juni 2003  | Cleveland, Vereinigte Staaten | Gund Arena        | Nachgeholt am 11. Juni 2003  |
| 12. Juni 2013 | Toronto, Kanada               | Air Canada Centre | Nachgeholt am 6. August 2003 |

## Begleitband / Backing band
Es gab einige geringe Veränderungen zum Line-up abhängig von der Örtlichkeit.
- E-Bass: Roscoe Beck
- Keyboards: John Deaderick
- Schlagzeug: John Gardner
- Akustikgitarre, E-Gitarre: David Grissom
- Tin Whistle, Konzertina, Perkussion: John Mock
- Mandoline: Brent Truitt
- Pedal-Steel-Gitarre: Robbie Turner
- Akustikgitarre: Keith Sewell